# Orthodoxie khémite
L’orthodoxie khémite est une des formes modernes de reconstructionnisme de la religion du kémitisme (ou netjerisme). Elle a été fondée à la fin des années 1980 et au début des années 1990 aux États-Unis par Tamara Siuda, qui la considère comme une religion africaine. Orthodoxe signifie que le reconstructionnisme pensé par Tamara Siuda (Hekatawy I), tente d’être aussi près que possible des anciennes pratiques. Tamara Sidua est la fondatrice de cette forme de reconstructionisme, ainsi que la dirigeante actuelle. Elle en est le Nisut (titre désignant le pharaon autrefois) et son nom de règne est Sekhenet-Ma’at-Ra setep-en-Ra Hekatawy I. Son règne a commencé le 3 août 1992.
Cette religion est basée sur les principes suivants : un culte défini comme monolâtre, un culte voué aux ancêtres (Akhou) et la dévotion personnelle. C’est une religion rituelle et non révélée. C’est-à-dire que les croyants communiquent/expérimentent directement le divin par leurs actes quotidiens et les rituels. L’orthodoxie khémite honore le Netjer (dieu en ancien égyptien) et ses différentes formes (« the names of netjer » c’est-à-dire les noms du netjer), et s’efforce de pratiquer la Maât. Le netjer est un mot d’égyptien ancien, qui désigne le divin. Le temple de l’orthodoxie était basée aux États-Unis, à Joliet (Illinois).
Il existe plusieurs « stades » dans l'orthodoxie khémite. Tout d'abord la personne s'inscrit et pendant environ quatre mois, il reçoit des cours sur la religion égyptienne et sur l'orthodoxie khémite, c'est un temps d'apprentissage et de réflexion. Puis il peut faire partie de la communauté en tant que Remetj et plus tard s'il le souhaite, en tant que Shemsu. Il subira alors un rituel d'initiation qui le consacrera à un dieu ou une déesse ou un groupe de dieux en particulier. Il devra les vénérer en priorité et il fera partie des prêtres de l'orthodoxie khémite. Il y a un dernier stade, celui de Shemsu-Ankh. Avec cette nomination, la personne fait entièrement partie de l'orthodoxie khémite et doit se vouer à elle. Pour devenir Shemsu-Ankh, la personne doit subir un rite initiatique appelé Weshem-ib (test du cœur).